# Белбин, Танит
Танит Джессика Луиз Белбин (англ. Tanith Jessica Louise Belbin, в замужестве Уайт, англ. White; род. 11 июля 1984, Кингстон, Онтарио, Канада) — американская фигуристка, выступавшая в танцах на льду. В паре с Бенджамином Агосто — серебряный призёр Олимпийских игр (2006), серебряный призёр чемпионата мира (2005, 2009), бронзовый призёр чемпионата мира (2006, 2007), победительница чемпионата четырёх континентов (2004, 2005, 2006) и чемпионка США (2004—2008). Завершила соревновательную карьеру в 2010 году.

## Карьера
Имеет двойное гражданство Канады и США, но на международной арене выступала за США. Не найдя хорошего партнера в Канаде, Белбин переехала в Детройт в 1998 году, где стала кататься с Бенджамином Агосто под руководством Игоря Шпильбанда.
В свой первый же совместный сезон 1999—2000 годов Белбин и Агосто становятся бронзовыми призёрами на чемпионате мира среди юниоров. На следующий год они завоевали серебряные медали.
Белбин и Агосто прошли квалификацию для участия в Олимпийских играх 2002 года, став вторыми на чемпионате США, но не смогли принять в них участие, потому что у Танит не было американского гражданства. По закону о гражданстве США Танит Белбин не могла получить его раньше 2007 года, и, таким образом, пара не могла участвовать и в Олимпиаде 2006 года. Болельщики пары написали обращение в Конгресс США с просьбой предоставить Танит гражданство, потому что вероятность получения этой парой медали для команды США была очень велика. В соответствии со специальным постановлением конгресса 28 декабря 2005 года, которое Президент Джордж Буш подписал 31 декабря 2005 года, Танит Белбин стала гражданкой США.
Танит и Бенджамин на Олимпиаде в Турине заняли второе место. На тот момент это был самый высокий результат для американских танцоров на Олимпийских играх (на следующей Олимпиаде 2010 танцевальный дуэт Мэрил Дэвис и Чарли Уайт также завоевал серебро) и первая Олимпийская медаль для США в танцах на льду за 30 лет.
После неудачи на чемпионате мира 2008 года (4 место) Белбин и Агосто приняли решение прекратить почти десятилетнее сотрудничество с Игорем Шпильбандом и Мариной Зуевой и перешли тренироваться в группу Натальи Линичук и Геннадия Карпоносова.
В сезоне 2008—2009 Танит и Бен завоевали две серебряных медали этапов Гран-при «Skate America» и «Cup of China», отобрались в финал, где вынуждены были сняться с соревнований из-за травмы спины Агосто. Позже из-за этой же травмы пара была вынуждена отказаться от участия в чемпионате США. Тем не менее, вошли в сборную страны на чемпионат мира и заняли там 2-е место, проиграв россиянам Оксане Домниной и Максиму Шабалину чуть больше балла.
Сезон 2009—2010 дуэт начал с побед на этапах Гран-при, однако из-за проблем со здоровьем у Танит от участия в финале они отказались. Они проиграли национальный чемпионат 2010 года более молодым Мэрил Дэвис и Чарли Уайту, а на Олимпийских играх в Ванкувере смогли занять только четвёртое место. В последовавшем за Играми чемпионате мира Белбин и Агосто участия не приняли, а отправились на гастроли по США с шоу Smucker's Stars. По окончании гастрольного тура объявили о завершении любительской спортивной карьеры.

## Личная жизнь
С 25 апреля 2015 года Танит замужем за фигуристом Чарли Уайтом, с которым она встречалась 6 лет до их свадьбы.

## Результаты
В танцах на льду с Бенджамином Агосто
| Соревнования                | 99/00         | 00/01         | 01/02         | 02/03         | 03/04         | 04/05         | 05/06         | 06/07         | 07/08         | 08/09         | 09/10         |
| Международные               | Международные | Международные | Международные | Международные | Международные | Международные | Международные | Международные | Международные | Международные | Международные |
| --------------------------- | ------------- | ------------- | ------------- | ------------- | ------------- | ------------- | ------------- | ------------- | ------------- | ------------- | ------------- |
| Олимпийские игры            |               |               |               |               |               |               | 2             |               |               |               | 4             |
| Чемпионат мира              |               | 17            | 13            | 7             | 5             | 2             | 3             | 3             | 4             | 2             |               |
| Четыре континента           |               |               | 2             | 2             | 1             | 1             | 1             | 2             |               |               |               |
| Финал Гран-при              |               |               |               |               | 3             | 2             |               |               | 2             |               |               |
| Гран-при США                |               |               | 5             | 3             | 1             | 1             | 1             |               | 1             | 2             | 1             |
| Гран-при Китая              |               |               |               |               |               | 1             |               | 2             | 1             | 2             | 1             |
| Гран-при России             |               |               |               |               | 2             |               |               | 1             |               |               |               |
| Гран-при Франции            |               |               | 6             | 3             | 4             |               |               |               |               |               |               |
| Игры доброй воли            |               |               | 5             |               |               |               |               |               |               |               |               |
| Nebelhorn Trophy            |               |               |               |               |               |               | 1             |               |               |               |               |
| World Team Trophy           |               |               |               |               |               |               |               |               |               | 1             |               |
| Международные среди юниоров |               |               |               |               |               |               |               |               |               |               |               |
| Чемпионат мира              | 3             | 2             | 1             |               |               |               |               |               |               |               |               |
| Финал Гран-при              | 4             | 1             |               |               |               |               |               |               |               |               |               |
| Гран-при Германии           |               | 1             |               |               |               |               |               |               |               |               |               |
| Гран-при Мексики            |               | 1             |               |               |               |               |               |               |               |               |               |
| Гран-при Канады             | 1             |               |               |               |               |               |               |               |               |               |               |
| Гран-при Японии             | 2             |               |               |               |               |               |               |               |               |               |               |
| Национальные                |               |               |               |               |               |               |               |               |               |               |               |
| Чемпионат США               | 1 юн.         | 2             | 2             | 2             | 1             | 1             | 1             | 1             | 1             |               | 2             |